# Antiplanes
Antiplanes là một chi ốc biển, là động vật thân mềm chân bụng sống ở biển trong họ Turridae.

## Các loài
Các loài thuộc chi Antiplanes bao gồm:
- Antiplanes abarbarea Dall, 1919[2]
- Antiplanes abyssalis Kantor & Sysoev, 1991[3]
- Antiplanes antigone (Dall, 1919)[4]
- Antiplanes briseis Dall, 1919[5]
- Antiplanes bulimoides Dall, 1919[6]
- Antiplanes catalinae (Raymond, 1904)[7]
- Antiplanes dendritoplicata Kantor & Sysoev, 1991[8]
- Antiplanes diaulax (Dall, 1908)[9]
- Antiplanes diomedea Bartsch, 1944[10]
- Antiplanes habei Kantor & Sysoev, 1991[11]
- Antiplanes isaotakii (Habe, 1958)[12]
- Antiplanes kawamurai (Habe, 1958)[13]
- Antiplanes kurilensis Kantor & Sysoev, 1991[14]
- Antiplanes litus Dall, 1919[15]
- Antiplanes motojimai (Habe, 1958)[16]
- Antiplanes obliquiplicata Kantor & Sysoev, 1991[17]
- Antiplanes profundicola Bartsch, 1944[18]
- Antiplanes sanctiioannis (Smith E. A., 1875)[19]
- Antiplanes spirinae Kantor & Sysoev, 1991[20]
- Antiplanes thalaea (Dall, 1902)[21]
- Antiplanes vinosa (Dall, 1874)[22]
- Antiplanes yessoensis Dall, 1925[23]